# Arconte (gnosticismo)
Os Arconte, no singular (Grego ἄρχων, pl. ἄρχοντες, "alto oficial", "chefe", "magistrado"), seria qualquer um dos seres que foram criados juntamente com o mundo material por uma divindade subordinada chamada o Demiurgo (Criador). Algumas correntes de gnósticos eram dualistas religiosas, que consideraram que a matéria é substancialmente má e o espírito é bom e que a salvação é alcançada através da libertação da matéria e elevação do espírito. Porque alguns gnósticos do segundo e terceiro séculos - geralmente originados dentro do cristianismo - consideravam o mundo material como definitivamente mau ou como o produto de erro, os arcontes eram vistos como forças maléficas.
O termo aparece como uma designação para seres sobrenaturais nos escritos judeus, cristão, no neoplatonismo e no gnosticismo. Os arcontes podem ser tanto bons ou maus, mas frequentemente o termo designa seres que são hostis ou malévolos.
Entre os Arcônticos, Ofitas, Setianos e nos escritos da biblioteca de Nag Hammadi, os arcontes são definidos como governantes, cada um relacionado a um dos sete planetas ; eles impedem que as almas deixem o reino material. A conotação política de seu nome reflete a rejeição da matéria que é definida como falha, que impede os seres humanos a chance de verdadeira salvação. No maniqueísmo, os arcontes são os governantes de um reino dentro do 'Reino das Trevas', que juntos compõem a Realidade dos Governantes das Trevas. Os Arcontes são descritos como hermafroditas, com seus rostos parecidos com animais.

## Conceito
Uma característica do conceito gnóstico do universo é o papel desempenhado  pelos sete arcontes que são criadores do mundo, conhecidos como Hebdomad (ἑβδομάς). Esses Sete são, na maioria dos sistemas, poderes semi-hostis, e são considerados os membros mais baixos entre as emanações da Divindade e vem ao mundo com poderes realmente diabólicos. Existem de fato certas exceções; Basilides ensinou a existência de um "grande arconte" chamado Abraxas que presidiu 365 arcontes.
Evidentemente a partir de obras como o Apócrifo de João, os Diagramas Ofitas, A Origem do Mundo e Pistis Sophia, os arcontes desempenham um papel importante na cosmologia gnóstica. Os arcontes são os governantes demoníacos do mundo material, cada um associado a uma esfera celestial diferente. Como governantes  do mundo material, eles são chamados ἄρχοντες ( archontes, "principados" ou "governantes"). Os gnósticos acreditavam que acima das estrelas fixas, acima das esferas dos sete planetas, além das esferas dos arcontes malignos (Hebdomad), havia as regiões super celestiais que uma alma deve alcançar pela gnose para escapar do domínio dos arcontes. Este lugar é pensado como a morada de Sophia (Sabedoria) e Barbelo, também chamada de Ogdóade.

## Gnosticismo

### Ofitas
Os Ofitas, uma corrente gnóstica, reconheciam a existência dos sete arcontes, que governam diferentes aspectos do universo material. De acordo com Orígenes, em Contra Celsum (vi. 31), esses arcontes são descritos da seguinte forma:  
1. Yaldabaoth (também conhecido como Saklas e Samael)
  - Planeta: Saturno
  - Nome feminino: Pronoia (Previsão) / Sambathas (Semana)
  - Profetas: Moisés, Josué, Amós, Habacuque
  - Origem do nome: Derivado do hebraico yaldabahut, significando "Filho do Caos". Yaldabaoth é o Demiurgo, o criador do mundo material e o governante principal dos arcontes. Ele é descrito como tendo "cara de leão" (leontoeides), refletindo sua natureza dominante.
2. Iao
  - Planeta: Júpiter
  - Nome feminino: Senhorio
  - Profetas: Samuel, Natã, Jonas, Miquéias
  - Origem do nome: O nome Iao pode ser relacionado a Yahu (YHWH), o nome de Deus no Antigo Testamento, mas também é associado ao grito mágico iao, presente nos Mistérios.
3. Sabaoth
  - Planeta: Marte
  - Nome feminino: Divindade
  - Profetas: Elias, Joel, Zacarias
  - Origem do nome: A expressão "Yahweh Sabaoth" no Antigo Testamento, traduzida como "Jeová dos Exércitos", é vista como um nome próprio para Deus. Sabaoth é associado a Júpiter no sistema gnóstico.
4. Astaphanos (ou Astaphaios)
  - Planeta: Vênus
  - Nome feminino: Sofia (Sabedoria)
  - Profetas: Esdras, Sofonias
  - Origem do nome: Astraphaios é claramente o planeta Vênus, relacionado à figura feminina de Sofia, representando sabedoria. A lenda de Astaphe, usada em feitiçarias mágicas, também associa o nome à deusa.
5. Adonios
  - Planeta: O Sol
  - Nome feminino: Realeza
  - Profetas: Isaías, Ezequiel, Jeremias, Daniel
  - Origem do nome: Derivado do termo hebraico Adonai (Senhor), usado para se referir a Deus. Na mitologia síria, Adonis, representando o sol de inverno, também é associado a essa divindade. No sistema Mandaean, Adonios representa o Sol.
6. Elaios (ou Ailoaios, ou Ailoein)
  - Planeta: Mercúrio
  - Nome feminino: Ciúme
  - Profetas: Tobias, Ageu
  - Origem do nome: Derivado de Elohim, um dos nomes de Deus no Antigo Testamento. Elaios simboliza a comunicação e a troca, associadas a Mercúrio, o mensageiro dos deuses.
7. Horaios
  - Planeta: A Lua
  - Nome feminino: Riqueza
  - Profetas: Micaías, Naum
  - Origem do nome: Possivelmente derivado de Jaroá (luz) ou de Hórus. Horaios representa as forças cíclicas e mutáveis, como a Lua, e sua relação com a abundância material e espiritual.

### Sobre a origem do mundo
O texto de Nag Hammadi Sobre a Origem do Mundo faz parte das escrituras gnósticas e oferece uma narrativa mitológica sobre a origem do universo, destacando a ideia de que o mundo material foi criado de forma imperfecta por entidades inferiores. No caso dos Sete Poderes dos Céus do Caos, essas figuras representam forças cósmicas que têm uma influência sobre o mundo e a humanidade, geralmente com uma conotação negativa ou distorcida. Cada uma dessas entidades pode ser entendida em relação a aspectos da psique humana ou a elementos do caos primordial.Os Sete Poderes dos Céus do Caos são:
1. Yaldabaoth (Premeditação): Considerado o criador do mundo material, Yaldabaoth é visto como uma figura arrogante e ignorante, que cria o mundo a partir de sua própria vontade, sem compreender o mundo divino. A "premeditação" refere-se à sua intenção egoísta de criar um planeta, sem considerar a verdadeira harmonia espiritual.
2. Iao (Maestria): Iao pode ser interpretado como uma força ligada ao domínio ou controle. Em alguns textos gnósticos, Iao é associado a um poder que tenta governar sobre os outros, sendo uma representação do desejo de controle absoluto sobre a criação e os seres humanos.
3. Sabaoth (Divindade): Sabaoth, muitas vezes visto como um ser divino superior, é considerado como uma força que pode ser tanto benigna quanto desafiadora. Ele reflete a divindade em uma forma em que ainda há interação com o caos, sendo uma presença ambígua que tenta equilibrar o mundo criado por Yaldabaoth.
4. Adonios (Realeza): A realeza simboliza o poder e a autoridade temporal. Adonios representa a governança do mundo material e a estrutura hierárquica que surge do domínio sobre o físico. Pode ser visto como um reflexo de uma ordem social ou de uma estrutura de poder em um nível terrestre.
5. Elaios (Inveja): A inveja é uma emoção humana que gera desejo insaciável e desarmonia. Elaios simboliza a força destrutiva e egoísta que nasce da comparação e do desejo por aquilo que pertence aos outros, refletindo os aspectos negativos do desejo humano.
6. Horaios (Riqueza): Horaios, associado à riqueza, representa o desejo humano de acumular bens materiais. Ele simboliza a busca incessante por recursos e poder material, um reflexo de uma sociedade onde a riqueza se torna o principal objetivo e medida de sucesso.
7. Astaphanos (Sophia): Astaphanos é uma figura complexa que, no contexto gnóstico, é frequentemente associada à sabedoria divina (Sophia). No entanto, em alguns relatos, Sophia é vista como tendo caído, o que implica que sua sabedoria, originalmente pura, foi corrompida no processo de criação do mundo. Astaphanos pode representar o poder da sabedoria e do conhecimento, mas também os perigos da sabedoria que não é plenamente compreendida ou aplicada corretamente.

Cada um desses poderes reflete aspectos do caos e da corrupção que surgem com a criação do mundo material, de uma perspectiva gnóstica. Eles são forças que distorcem ou controlam as energias divinas superiores, mantendo o ser humano preso a um ciclo de ignorância e sofrimento, até que o conhecimento verdadeiro (gnose) seja alcançado.  

### Pistis Sophia
No último livro da Pistis Sophia, o mito da captura dos arcontes rebeldes retrata um cenário onde forças espirituais e cósmicas estão em conflito. Esses arcontes são governantes do mundo material e estão associados às forças do caos, ignorância e aprisionamento espiritual. O texto narra como essas entidades, lideradas por cinco figuras específicas, são subjugadas e colocadas sob controle, marcando o triunfo das forças divinas sobre a rebeldia dos poderes inferiores. Os cinco líderes dos arcontes mencionados no texto são:     
1. Paraplex:
  - É descrita como uma figura feminina que atua como um dos principais líderes entre os arcontes. Seu nome não tem uma referência direta na mitologia clássica, mas é possível que represente aspectos de ilusão ou engano que desviam as almas do caminho espiritual.
2. Hécate:
  - Um nome familiar na mitologia grega, onde Hécate é a deusa da magia, dos caminhos cruzados e do submundo. No contexto da Pistis Sophia, Hécate não é retratada como uma deusa, mas como uma arconte feminina rebelde. Sua conexão com o oculto e o limiar entre mundos pode simbolizar forças que tentam manter as almas presas no mundo material.
3. Ariouth:
  - Também descrita como uma figura feminina, ela é menos conhecida em outros mitos. É frequentemente chamada de "a justiça tirana", indicando uma personificação de uma justiça corrupta ou perversa, que pune sem compaixão ou equilíbrio.
4. Typhon:
  - Um nome de forte associação com a mitologia grega, onde Typhon é um monstro titânico que luta contra os deuses olímpicos. Na Pistis Sophia, ele representa uma força destrutiva e rebelde no cosmos, associada à violência e ao caos.
5. Iachtanabas:
  - Um nome menos familiar, mas interpretado como uma figura masculina associada ao mundo material e ao poder opressor dos arcontes. Seu papel parece simbolizar a arrogância ou a tirania que governa os níveis inferiores da criação.

No gnosticismo, os arcontes são descritos como forças que governam o cosmos material. Eles são considerados os responsáveis por aprisionar as almas humanas no mundo físico, mantendo-as afastadas do reino divino superior. A captura desses cinco líderes representa uma vitória espiritual e cósmica, permitindo a libertação das almas e o retorno à luz divina.
Essas forças são derrotadas e submetidas pela intervenção divina, que pode ser entendida como o poder do Cristo ou dos reinos superiores de luz. Isso simboliza a ideia gnóstica de que o conhecimento espiritual (gnose) é capaz de romper as correntes da ignorância e da opressão impostas pelos arcontes. O número cinco também pode ser significativo, representando os cinco sentidos, que no gnosticismo muitas vezes são associados à armadilha do mundo material. Ao subjugarem esses líderes, o texto sugere que o poder do espírito triunfa sobre as forças materiais e suas armadilhas sensoriais, ajudando a alma a ascender ao reino superior.                    

### Apócrifo de João
No Apócrifo de João, um texto central da tradição gnóstica, o Demiurgo Yaldabaoth (também chamado de Sakla, "o tolo", e Samael, "o deus cego") cria as doze autoridades, que governam o mundo material. Essas entidades são responsáveis por manter a ordem do cosmos físico, mas, na visão gnóstica, também desempenham o papel de aprisionar as almas no mundo material.
- Aqui está um resumo das Doze Autoridades e suas características principais:
  1. Athoth (o Ceifador)
    - Representa a força destrutiva da morte. O "ceifador" remete à colheita das vidas humanas, simbolizando o controle sobre os ciclos de vida e morte.

  2. Harmas (o Olho Ciumento)
    - Simboliza a inveja e o controle. Sua natureza de "olho ciumento" indica vigilância constante e uma força opressora que reprime o crescimento espiritual.

  3. Kalila-Oumbri
    - Pouco detalhado nos textos gnósticos, seu nome pode indicar mistério ou escuridão, sugerindo forças ocultas ou enganosas.

  4. Yabel
    - Associado à criação ou sustentação do mundo material, mas pouco descrito diretamente.

  5. Adonios (também identificado como Sabaoth)
    - Representa a autoridade e o domínio. Em algumas tradições, Sabaoth eventualmente se rebela contra Yaldabaoth e se torna uma figura aliada ao divino.

  6. Caim (o Sol)
    - Associado ao Sol e simboliza poder, brilho, mas também violência, ligado à narrativa bíblica de Caim, que matou seu irmão Abel.

  7. Abel
    - Geralmente visto como uma força passiva ou vítima da violência, representando submissão ou sacrifício.

  8. Abrisene
    - Um dos arcontes de papel menos claro, mas associado à manipulação das energias materiais.

  9. Yobel
    - Relacionado a ciclos de tempo ou renovação, ligado às ideias de repetição e aprisionamento na roda da existência.

  10. Armoupieel
    - Possivelmente associado à ordem ou à estrutura do mundo material.

  11. Melcheir-Adonein
    - Simboliza um aspecto de controle sobre os elementos materiais ou forças naturais.

  12. Belias (governante das profundezas do submundo)
    - Representa as forças das trevas e do submundo, ligado à destruição, caos e aprisionamento espiritual.

Essas doze autoridades são vistas como agentes subordinados a Yaldabaoth, executando sua vontade e mantendo a ilusão do mundo material. No gnosticismo, o objetivo espiritual é escapar da influência dessas entidades por meio do conhecimento (gnose), que revela a conexão com a verdadeira divindade transcendente, além deste mundo.As doze autoridades então criam os "Sete Poderes", que são descritos como representando os sete dias da semana :
1. Athoth – Representando a bondade, com o rosto de uma ovelha:A ovelha é um símbolo clássico de pureza e bondade, sendo frequentemente associada à paciência e mansidão. Athoth, como uma representação da bondade, personifica esses valores em sua forma mais pura e tranquila.A ovelha simboliza pureza e mansidão, mas também pode sugerir submissão ou manipulação,
2. Eloaios – Representando a premeditação, com a cara de burro: O burro, muitas vezes visto como teimoso, simboliza a persistência, mas também a simplicidade. Eloaios, com a face de burro, sugere uma força de vontade focada na preparação e reflexão, capaz de suportar a carga das ações planejadas. Nesse contexto, a premeditação de Eloaios pode ser interpretada como uma obsessão por planos rígidos e inflexíveis, sem considerar alternativas ou mudanças necessárias.
3. Astaphaios – Representando a divindade, com o rosto de uma hiena: A hiena é vista de forma ambígua em muitas culturas, como um animal que representa tanto destruição quanto transformação. Astaphaios, com o rosto de hiena, evoca a ideia de uma divindade que mantém tanto o poder de transformação quanto a dualidade de ser criador e destruidor.
4. Yao – Representando o senhorio, com o rosto de um dragão com sete cabeças:O dragão, um ser mítico que representa poder e autoridade, é amplificado em Yao com sete cabeças, um número simbolicamente associado à multiplicidade de facetas do poder. Isso sugere que o senhorio que ele representa tem domínio sobre muitas esferas da existência e controle absoluto.
5. Sabaoth – Representando o reino, com o rosto de uma cobra (Naja): A cobra, um símbolo de sabedoria, renovação e realeza, reflete a natureza soberana e misteriosa de Sabaoth, que com sua presença evoca uma autoridade tranquila e invisível, mas imbatível.Sua soberania, ao invés de ser justa e clara, pode ser baseada em controle furtivo e estratégias traiçoeiras, criando uma liderança que subjuga sem ser percebida, escondendo intenções prejudiciais sob a aparência de sabedoria e poder.
6. Adonin – Representando o ciúme, com a cara de macaco:O macaco, frequentemente associado à imitação e ao desejo, simboliza a natureza volúvel e instável do ciúme. Adonin, com o rosto de macaco, é a personificação de um ciúme que observa, copia e busca o que é do outro, como uma força perturbadora.
7. Sabbataios – Representando o entendimento, com a face de um fogo flamejante:O fogo é um símbolo de sabedoria e transformação, iluminando o caminho e queimando as incertezas. Sabbataios, com a face de fogo, simboliza o entendimento que vem através da claridade do fogo interno, trazendo iluminação através da reflexão e aprendizado.A intensidade do fogo pode refletir um entendimento excessivo ou forçado, que, ao invés de trazer equilíbrio, acaba consumindo ou alterando irreversivelmente o que é tocado.

Esses seres representam diferentes aspectos fundamentais da experiência humana e divina, e suas formas e faces os tornam ainda mais poderosos, pois cada um é associado a uma qualidade ou emoção que transita entre o humano e o transcendente.

### Em Epifânio
No sistema dos gnósticos mencionado por Epifânio encontramos, como os Sete Arcontes.No sistema gnóstico mencionado por Epifânio de Salamina, os Sete Arcontes aparecem como entidades que governam os céus e o mundo material, sendo subordinados ao Demiurgo, frequentemente identificado com Yaldabaoth. Esses arcontes são associados a figuras mitológicas e religiosas que simbolizam a dominação e a ordem material. Aqui está um resumo dos Sete Arcontes descritos nesse contexto:
1. Iao
  - Um dos nomes divinos usados em textos gnósticos, frequentemente associado a um aspecto de autoridade cósmica. Representa o senhorio, mas também é identificado como uma força opressiva que governa o mundo material.
2. Saklas
  - Conhecido como o "tolo", é uma das formas do Demiurgo no maniqueísmo. Saklas simboliza a ignorância e a criação imperfeita do mundo físico.
3. Seth
  - Referência a Seth, filho de Adão e Eva, que é visto de forma dual no gnosticismo. Em algumas tradições, Seth é uma figura redentora ligada ao conhecimento espiritual, mas aqui pode representar um poder material corrompido.
4. Davi (David)
  - Uma figura intrigante na lista, pois parece fazer referência ao rei bíblico Davi. Em um contexto gnóstico, pode simbolizar uma autoridade terrena ou uma força associada ao controle do mundo físico.
5. Eloiein
  - Nome derivado de Elohim, frequentemente associado a divindades criadoras. Indica poder e criação material, mas também limitação espiritual.
6. Elilaios
  - Provavelmente associado a En-lil, uma antiga divindade babilônica que era o deus dos ventos e das tempestades. No gnosticismo, representa uma força poderosa, mas ligada ao mundo material e ao caos.
7. Yaldabaoth (ou Yaldaboath)
  - O Demiurgo e líder dos arcontes. Representa a ignorância cósmica e a falsa crença de ser o deus supremo. Em algumas interpretações, Sabaoth (o Senhor dos Exércitos) é considerado uma variação ou subordinado de Yaldabaoth.

Esses arcontes, com raízes em várias tradições religiosas e culturais, personificam aspectos do cosmos material que, segundo os gnósticos, aprisionam as almas na ignorância. Libertar-se do domínio desses arcontes é uma meta central do gnosticismo, alcançada por meio da gnose (conhecimento espiritual).

### Versão Helenizada
Na versão helenizada do gnosticismo, muitos nomes de arcontes são transformados em personificações de vícios humanos.  Um exemplo disso é Authadia (ou Authades), que simboliza a audácia, uma característica evidente de Yaldabaoth, o presunçoso Demiurgo. Yaldabaoth, com sua face de leão, é a personificação da arrogância, e Authadia reflete esse vício de maneira similar. Outros arcontes incluem Kakia, que representa a maldade, Zelos, associado à rivalidade, Phthonos, que personifica a inveja, Errinnys, símbolo da vingança, e Epithymia, que encarna o desejo e está particularmente ligado a Vênus.O número sete surge na estrutura gnóstica quando se adiciona um arconte principal, o "proarconte", à liderança do panteão, o que reflete uma ligação direta com o conceito do Sancta Hebdomas, que simboliza a ideia do número sagrado, a totalidade. Essa estrutura numerológica é importante no gnosticismo, pois os números têm um papel central na organização do cosmos e na representação das entidades espirituais.Sophia, a mãe dos arcontes, mantém seu título de Ogdoad (ou Octonatio), referindo-se ao conjunto de oito entidades primordiais que, no pensamento gnóstico, são vistas como as forças originárias do universo. Em vertentes como a dos naassenos, aparece o arconte Esaldaios, que se associa claramente a El Shaddai, o deus bíblico, e é descrito como o "quarto arconte" (harithmo tetartos), uma posição que reforça sua autoridade superior dentro do panteão gnóstico. Esse vínculo entre o arconte Esaldaios e o deus bíblico indica a sincretização e a troca de influências culturais e religiosas presentes nas várias correntes do gnosticismo.Esse modelo mitológico do gnosticismo helenizado não apenas descreve as forças negativas que governam o cosmos, mas também organiza essas forças dentro de um sistema numerológico e hierárquico, refletindo uma visão complexa do mundo e da moralidade. As figuras dos arcontes, com suas personalidades vívidas e atributos negativos, ilustram como o gnosticismo procura entender e combater as imperfeições humanas, ao mesmo tempo que propõe um universo espiritual dividido entre o divino e o corrupto.

## Mandaísmo
Na cosmologia de Mandaean, Ptahil-Uthra, embora não seja uma divindade, pode ser considerado o arconte primário, pois é visto como o criador do mundo material.Na cosmologia Mandaean, Ptahil-Uthra, embora não seja considerado uma divindade no sentido clássico, pode ser visto como o arconte primário, já que é responsável pela criação do mundo material. Essa figura não é uma deidade transcendental, mas uma força que molda e governa o cosmos físico, alinhando-se com a ideia de um ser responsável pela formação do universo material, sem, no entanto, ser parte da totalidade divina.
No Mandaísmo, a concepção dos Sete, um grupo de entidades centrais na mitologia, é distinta e, talvez, mais primitiva em comparação com outras tradições. Os Sete são considerados planetas e fazem parte do Mundo das Trevas, uma dimensão separada e oposta à luz. Eles são apresentados como cativos de uma força superior, o anjo Manda-d'hayye, que representa o "Conhecimento da Vida". Este anjo exerce um papel de salvação, perdoando os Sete e seus familiares — Namrus (ou Ruha), a mãe, e Ur, o pai — e, em seguida, os conduzindo para carros de luz. Esse ato de salvação simboliza a redenção e transformação dos Sete, que passam a governar o mundo sob uma nova perspectiva, associada à luz e ao conhecimento divino.
A história dos Sete no Mandaísmo reflete uma dinâmica interessante de libertação e redenção, onde entidades originalmente associadas às trevas e à ignorância são transformadas por meio do conhecimento da vida. O anjo Manda-d'hayye, como figura salvadora, é essencial para o processo de transformação do cosmos, elevando aqueles que antes estavam presos à escuridão a uma nova posição de governantes da criação, agora iluminados. Isso contrasta com a visão tradicional de arcontes, como seres malignos ou tirânicos, mostrando uma abordagem de redenção que envolve a restauração do equilíbrio e a ascensão para a luz.

## Maniqueísmo
Os maniqueus, como muitos outros grupos gnósticos, adotaram a ideia de arcontes como seres malignos, uma concepção comum no gnosticismo. No maniqueísmo, esses arcontes são figuras centrais no reino do mal, formando o que é descrito como o "Príncipe das Trevas". O Príncipe das Trevas é uma entidade cósmica que representa a força que se opõe ao espírito da luz e à criação divina, alinhando-se com o conceito de um princípio negativo e destrutivo no universo.
Dentro dessa cosmologia, o "Homem Primordial" — que, no contexto maniqueu, é associado ao espírito da vida ou à força de criação — se levanta contra os arcontes malignos. De acordo com a tradição maniqueia, o Homem Primordial captura esses arcontes e os prende no firmamento, ou, em uma versão mais simbólica do mito, esfolam os arcontes e usam sua pele para formar o firmamento. Essa ideia de esfolamento e transformação do corpo dos arcontes em algo essencial como o firmamento sugere uma relação intrínseca entre os elementos espirituais e físicos, em que a derrota dos arcontes malignos transforma a própria estrutura do cosmos, simbolizando a vitória da luz sobre as trevas.
O número sete dos arcontes, que é significativo em muitas outras tradições gnósticas, parece ter sido perdido ou não mais explicitado nos relatos maniqueus. Embora o conceito de arcontes permaneça, a estrutura numérica específica que os associa a um número fixo (como sete) não é abordada de maneira clara nas tradições maniqueias. Isso pode sugerir uma variação nas interpretações ou uma simplificação da tradição original em relação ao número de arcontes, focando mais no papel simbólico que eles desempenham como agentes do mal e no processo de sua derrota pelo poder da luz.
Os maniqueus compartilham com outras vertentes gnósticas a ideia de arcontes como figuras malignas, mas a mitologia maniqueia apresenta uma narrativa específica sobre como esses arcontes são derrotados e a estrutura do firmamento é transformada, embora a contagem tradicional de sete arcontes não tenha sido mantida de forma explícita nessa tradição. O enfoque está mais na ação redentora do Homem Primordial e no simbolismo da transformação cósmica que se segue à vitória sobre as forças das trevas.

## Origens

### Como planetas
Ireneu de Lyon|Ireneu diz: "Sanctam Hebdomadem VII stellas, quas dictunt planetas, esse volunt.". Portanto, é seguro considerar os sete nomes Gnósticos como designando as sete "estrelas", o Sol, a Lua e os sete planetas. No sistema Mandeísta, os Sete são introduzidos com os nomes babilônicos dos planetas. A conexão dos Sete com os planetas é também claramente estabelecida pelas exposições de Celso e Orígenes e igualmente pelas páginas já mencionadas de Pistis Sophia, onde os arcontes, aqui mencionados como cinco, correspondem aos cinco planetas (sem o Sol e a Lua).
Assim, como em diversos outros sistemas, os restos dos sete planetários foram obscurecidos, mas dificilmente em algum tenha sido totalmente obliterado. O que chegou mais perto foi a identificação do Deus dos Judeus, o Legislador, com Yaldabaoth e sua designação como "criador do mundo", enquanto que anteriormente os sete planetas juntos reinavam sobre o mundo. Contudo, essa confusão foi sugerida pelo fato de que ao menos cinco dos sete arcontes têm nomes de Deus do Antigo Testamento: El Shaddai, Adonai, Elohim, Jeovah e Sabaoth.
Wilhelm Anz (Ursprung des Gnosticismus, 1897) também apontou que a escatologia Gnóstica, que consiste na batalha da alma contra arcontes hostis na sua tentativa de alcançar o Pleroma, tem íntima semelhança com a ascensão da alma na astrologia Babilônica, através dos reinos dos sete planetas até Anu. A religião Babilônica mais tardia pode ser definitivamente apontada como origem destas ideias.

### NoZoroastrismo
O Criação Original descreve o conflito primordial entre Satã (ou o princípio do mal) e o mundo-luz, no qual sete poderes hostis são derrotados e capturados, sendo transformados em constelações no céu. Esses poderes malignos são, então, vigiados por entidades estelares benéficas, que os impedem de continuar a sua ação destrutiva. Essa narrativa reflete uma cosmologia dualista, onde o bem e o mal estão em constante conflito, e o cosmos é um campo de batalha espiritual. As constelações tornam-se uma prisão simbólica para esses seres malignos, representando um modo de evitar que o mal se espalhe pelo universo.
Cinco desses sete poderes malignos são identificados como planetas, embora o Sol e a Lua não sejam incluídos nesse grupo. Isso ocorre porque, dentro da tradição religiosa persa, tanto o Sol quanto a Lua eram considerados divindades benéficas, associadas à luz e à ordem cósmica. O fato de esses corpos celestes não serem classificados como planetas malignos nesta doutrina reflete a cosmovisão persa, onde a influência do Sol e da Lua é vista como positiva, em oposição a outros planetas que, em algumas doutrinas, são considerados portadores de influências negativas.
A doutrina de ascensão da alma pelas esferas planetárias é uma crença comum em várias tradições místicas e esotéricas, incluindo os mistérios de Mitra. Esses mistérios, profundamente conectados com a religião persa, exploram a jornada da alma através das esferas cósmicas, sendo que a ascensão pelas esferas planetárias representa uma purificação espiritual. Cada esfera planetária seria associada a uma camada de influência ou desafio, com a alma precisando superar cada uma delas para alcançar a iluminação e a união com o divino. A prática de ascender pelas esferas planetárias pode ser vista como uma alegoria para a luta espiritual do indivíduo, na qual ele deve passar por diferentes "provas" ou "esferas" antes de atingir um estado de perfeição ou salvação.
Essa doutrina não só reflete uma crença cosmológica, mas também está ligada a práticas esotéricas e mistéricas que buscam a transformação espiritual, onde o místico ou adepto deve superar as forças das esferas inferiores (representadas pelos planetas malignos) para alcançar um estado de pureza, alinhando-se com as forças cósmicas benéficas e com a luz divina. Isso conecta as crenças persas, a teologia dos mistérios de Mitra e a tradição astrológica, em uma visão holística do universo e da jornada espiritual humana.

### Anjos caídos
Em Sobre a Origem do Mundo, uma obra gnóstica, os arcontes são retratados como figuras que impregnam a Eva bíblica, em um simbolismo que parece derivar das figuras mencionadas em Gênesis 6:1-4 e no Livro de Enoque, onde os "Filhos de Deus" (ou anjos caídos) descem à Terra e se envolvem com as filhas dos homens, gerando uma raça de gigantes. No contexto gnóstico, esse ato de impregnar Eva não se limita apenas a uma interação física, mas representa a ação dos arcontes, que buscam corromper a humanidade e mantê-la afastada do conhecimento verdadeiro.
De acordo com as representações de anjos caídos nos escritos enoquianos, como o Livro de Enoque, os arcontes são considerados seres que incitam paixões e desejos humanos, instigando comportamentos impuros e afastando os indivíduos da luz e da sabedoria espiritual. Esses seres são frequentemente descritos como responsáveis por introduzir vícios e práticas que escravizam as almas, impedindo que os humanos atinjam um estado de iluminação ou salvação. Os arcontes, na tradição gnóstica, não apenas buscam corromper a moral humana, mas também incentivam a adoração e práticas religiosas errôneas.
Em consonância com a ideia de escravidão espiritual, os arcontes ensinam idolatria, a prática de sacrifícios e derramamento de sangue, os quais são vistos como formas de controlar e aprisionar os gnósticos na ignorância. A idolatria, representada pela adoração a falsos deuses, é uma das maneiras pelas quais os arcontes mantêm os seres humanos em um estado de cegueira espiritual. O derramamento de sangue, especialmente em rituais de sacrifício, é visto como uma forma de reforçar o domínio desses arcontes, mantendo os adeptos de tais práticas distantes do verdadeiro conhecimento que libertaria suas almas.
Essa narrativa reflete a cosmologia gnóstica, onde os arcontes são apresentados como inimigos da verdade e do espírito humano, buscando perpetuar a ignorância e o sofrimento. Eles são descritos como agentes de uma falsa realidade, tentando aprisionar a alma humana através da indução ao pecado e à adoração a forças que não são divinas. A ideia de Eva, no contexto gnóstico, representa não só a origem da humanidade, mas também a tentação e a queda que resultam em uma desconexão da verdadeira fonte de conhecimento e luz.

## Utilização

### NoJudaísmoe noCristianismo
O Novo Testamento menciona diversas vezes a palavra "príncipe" (ἄρχων) "dos demônios" (δαιμονίων), ou "do [deste] mundo", ou "do poder do ar"; mas não usa a palavra verdadeiramente em nenhum sentido cognato. No Levítico (LXX), Αρχων (uma única vez como οἱ Ἄρχοντες em Levítico 20:5) representa, ou melhor, traduz Molech. A verdadeira origem desta utilização porém é Daniel 10:13-21 (seis vezes na tradução de Teodócio; uma claramente na LXX), onde o arconte (שַׂ֣ר, "príncipe") é anjo patrono de uma nação ("Espírito Territorial") da Pérsia, Grécia ou Israel; um nome lhe foi dado apenas no último caso (Miguel).
O Livro de Enoque (vi. 3, 7; viii. 1) denomina 20 "arcontes dentre os" 200 anjos "vigilantes" que pecaram com as "filhas dos homens", como aparece em um fragmentos gregos. O título não é de fato utilizado absolutamente (τ. ἀρχόντων αὺτῶν, Σεμιαζᾶς, ὁ ἄρχων αὐτῶν, bis: conforme ἱ πρώταρχος αὐτῶν Σ.), exceto talvez uma única vez (πρῶτος Ἀζαὴλ ὁ δέκατος τῶν ἀρχόντων), onde o Copta não tem correspondente: mas ele evidentemente acabou se tornando um nome próprio e pode explicar pelo uso peculiar de ἀρχή na Epístola de Tiago (Tiago 1:6).
Os Cristãos logo seguiram o precedente do Judaísmo. No século II d.C., o termo aparece em diversos escritores estranhos ao Gnosticismo. A Epístola de Diogneto (7) fala de Deus enviando aos homens "um ministro ou anjo ou arconte" etc. Justino entende o comando em Salmos 24:7-9 (ἄρατε πύλας οἱ ἄρχοντες ὑμῶν na LXX) para abrir as portas do céu como endereçado "aos arcontes apontados por Deus nos céus". O primeiro espúrio conjunto de epístolas de Inácio de Antioquia enumera "os seres celestes e a glória dos anjos e os arcontes visíveis e invisíveis", e novamente "os seres celestes e as arrumações angélicas e as constituições arcônticas" (ou seja, ordem de províncias e funções), "coisas visíveis e invisíveis"; o sentido sendo desconhecido no tempo do interpolador, que em um caso retira a palavra e em outros, dá a elas um sentido político. As Homilias Clementinas (I Clemente, II Clemente) adotam e estendem (ἐν ᾅδῃ... ὁ ἐκεῖ καθεστὼς ἄρχων) o uso do Novo Testamento; e ainda chamam os dois "poderes" bom e mau ("esquerda e direita"), que controlam o destino de cada homem, "regentes" (arcontes), embora mais frequentemente "líderes" (ἡγεμόνες).

### Teologia grega
Na mitologia grega antiga, havia uma distinção clara entre deuses, demônios e heróis, com a categoria dos deuses governantes, ou θεοὶ ἄρχοντες (theoi archontes), surgindo mais tarde na filosofia de Platão. Esses deuses governantes foram explorados em textos filosóficos posteriores, mas não fazem parte diretamente da mitologia grega tradicional. Philo de Alexandria, por exemplo, em sua obra De Monachia (De Mon.), não se refere especificamente aos arcontes, usando apenas a palavra ἄρχοντες (governantes) de forma genérica, correlacionada com ὑπήκοοι (senhores), sem uma conotação metafísica complexa.
Com o tempo, no contexto do sincretismo filosófico grego, a figura dos arcontes passou a ser mais bem desenvolvida, especialmente no neoplatonismo, uma corrente filosófica que incorporou e reinterpretou ideias platônicas. Os arcontes são introduzidos, de forma notável, no De Mysteriis Aegyptiorum (Sobre os Mistérios Egípcios), um tratado filosófico que explora a relação entre as hierarquias cósmicas e divinas. Nesse contexto, os arcontes estão localizados abaixo dos deuses, mas acima dos demônios, anjos, arcanjos, heróis e das almas humanas, destacando-se como intermediários espirituais. Essa organização reflete uma visão hierárquica do cosmos, com os arcontes desempenhando um papel importante na mediação entre o mundo divino e o mundo humano.
A menção dos arcontes no pensamento neoplatônico e na obra de autores como Porfírio (um filósofo neoplatônico) também insere essas figuras em um sistema cósmico onde a ordem dos seres invisíveis é delineada. Porfírio, por exemplo, posiciona os arcontes como seres de grande poder, mas ainda subordinados aos deuses mais elevados e a outras entidades espirituais, como anjos e demônios.
No contexto do neoplatonismo, como em The Theology of Plato, de Proclus, os deuses governantes (θεοὶ ἄρχοντες) são descritos como subsistindo sobre a inteligência e a fabricação intelectual, emanando da essência do demiurgo (o criador do universo) e participando da vida intelectual e espiritual. Proclus argumenta que essas entidades são manifestações de uma união inteligível que vem do pai invisível, o princípio divino mais alto. Em outras palavras, os arcontes e outros governantes espirituais têm sua origem na mente ou inteligência universal, refletindo o modelo de hierarquia cósmica que Proclus e outros filósofos neoplatônicos viam como parte da criação do universo.

Esse desenvolvimento da ideia dos arcontes é, portanto, um exemplo do sincretismo filosófico que adaptou conceitos da mitologia grega e das tradições religiosas orientais para um sistema de pensamento mais abstrato e metafísico. A incorporação dos arcontes no neoplatonismo e em outras filosofias posteriores indica a evolução da ideia de seres espirituais intermediários, que possuem um papel crucial no funcionamento do cosmos e na conexão entre o humano e o divino.93C).